# Májbetegségek
A cikk a máj betegségeit foglalja össze vázlatos jelleggel, nem kívánja helyettesíteni az egy-egy speciális májbetegséggel foglalkozó cikkeket.

## A máj szerepe a szervezetben
A máj az ember legnagyobb mirigye, ugyanakkor komplex funkciójú anyagcsereszerv is. Tömege felnőttben a testtömeg 2%-a (1,2 – 1,5 kg). A beérkező vért tisztítja meg a lebontott vörösvérsejtek maradványaitól, amiből epefestéket (bilirubin) termel, amit az epével választ ki. Ugyancsak az epével választódnak ki a zsíremésztésben fontos epesavak. Emellett itt termelődik a véralvadásban részt vevő fehérjék egy része, glikogént tárol, hogy szervezetünk megterhelés esetén a szükséges energiákat biztosítani tudja. A máj feladata a vérbe került méreganyagok és gyógyszerek közömbösítése-eltávolítása, a szénhidrátok raktározása, a fehérje- és zsíranyagcsere koordinálása, plazmafehérjék termelése és az epe elválasztása. A sokoldalú funkciók miatt érthető, miért is fontos a máj kímélése a májkárosító és a májműködést terhelő anyagoktól, valamint a máj védelme a májbetegségek ellen.
Feladatai miatt a máj vérellátása is kettős: egyrészt saját artériája (arteria hepatica propria), másrészt a páratlan hasűri szervekből származó vénás vért összegyűjtő májkapugyűjtőér (vena portae) révén. A máj jobb lebenye kitölti a jobb rekeszkupolát (jobb hypochondriumot), elkeskenyedő bal lebenye benyúlik a bal hypochondriumba.
A májbetegségek okai rendkívül változatosak. A toxikus anyagoktól a genetikai betegségeken keresztül a vírusokig. Több mint 100 ismert fajtája van, amelyeket különböző tényezők idéznek elő, és a gyerekektől a felnőttekig bárkit egyaránt érinthetnek.
Az Egészségügyi Világszervezet (WHO) jelentése alapján a májbetegségek és a májzsugor okozta halálesetek száma Európában a haláloki sorrendben a 18. helyen áll. Magyarországon azonban a krónikus májbetegségek relatív kockázata a férfiaknál 7,4-, a nőknél 6,2-szerese az Európai Unió átlagának.

## Májbetegségek általános tünetei
Levertség, fáradékonyság, izom- és ízületi fájdalom, étvágytalanság, puffadás, a jobb bordaív alatt érzett tompa nyomásérzés vagy fájdalom, émelygés, hányinger, akoliás (festékmentes, szürkésfehér) széklet, láz, sárgaság (icterus vagy csak magas bilirubinszint a vérben: subicterus), hasvízkór, eltérések a laboratóriumi eredményekben. Az egyes tünetek jelentkezése és súlyossága az adott betegség jellegétől és súlyosságától függ.

### Sárgaság
A májbetegségek legszembetűnőbb tünete a sárgaság (icterus), amely először a szemfehérjén alakul ki, majd a bőr és nyálkahártyák is sárgásra színeződnek. A szín a szövetekben lerakódó epefesték (bilirubin) következménye. A sárgasággal járó megbetegedések három fő csoportba sorolhatók:
- máj előtti (prehepaticus icterus)
- máj eredetű
- elzáródásos (posthepaticus icterus)

Máj előtti sárgaság esetén az emelkedett bilirubinszintet a fokozott vörösvérsejt-pusztulás okozza a vérben, ami vérképzőszervi és immunbetegségek miatt jelenhet meg. Magának a májnak a betegsége miatti sárgaságot okozhat veleszületett enzimműködési probléma, vírusos májgyulladás (főleg hepatitisz), gyógyszer és alkohol okozta (toxikus) májkárosodás, májzsugorodás. Az elzáródásos sárgaság az epe lefolyásának akadálya miatt alakul ki (pl. az epevezetéket epekövek, vagy tumor zárja el).
Az újszülöttek sárgasága (élettani sárgaság) életük második-harmadik napja körül jelenik meg, eleinte fokozódik, majd lassan lezajlik. Az érett újszülöttek 60%-a érintett, és az első két hétben lezajlik, a koraszülöttek 80%-ában jelentkezik és akár egy hónapig is eltarthat. Az esetek nagy részében ez normális jelenség, nem jelent betegséget. Oka, hogy a vörösvérsejtek élettartama rövidebb, mint a felnőtteké, hamarabb szétesnek illetve a felszabaduló bilirubin lebontását, kiválasztását végző máj és a vesék még éretlenek, kevésbé hatékonyak.
Ál-sárgaság: egy átmeneti állapot, amikor a sárgarépa és a sütőtök nagy mennyiségű fogyasztása okoz bőrelszíneződést. Ilyenkor ezek sárga színű festékanyaga, a karotin okozza az elszíneződést, ez azonban nem jelez májműködési zavart.

## Májbetegségek

### Májzsugor
A májzsugorodás az a májjal kapcsolatos betegség, amelyről valószínűleg már mindenki hallott. Valójában a zsugorodás több károsodásból és a máj sérülékenységéből adódik. A májcirrózist a máj szerkezetének gyulladások nyomán képződő, heg szövetes átépülése és kóros májműködés jellemzi. Sok különböző májbetegség végső stádiuma lehet, amely számos más egészségi problémát okoz: visszeres vérzés, hasvízkór és akár a májrendellenességek végső stádiumában okozhat egyéb komplikációkat.

### Vírusos májgyulladás
A vírus által okozott májgyulladás több formában jelentkezhet. A hepatitisz A, B, C fertőzés a világ minden részén megtalálható. A és B változatát oltással meg lehet előzni. Kanadában például a májtranszplantáció elsődleges oka a hepatitisz C.

#### Hepatitisz A
A betegséget a hepatitis A vírus okozza, mely a Picorna vírusok családjába tartozó RNS-enterovírus. A beteg vagy a tünetmentes szakaszban lévő egyén székletével szennyezett étellel és vízzel kapható el. A szennyeződés terjesztésében nagy szerepük van a legyeknek. Terjedését a rossz közegészségügyi viszonyok és a zsúfoltság elősegíti. A hepatitiszek közül a legenyhébb betegség, viszont járványokat okozhat. A halálozási arány igen alacsony, krónikus hepatitisz nem alakul ki, hordozó állapot nincs. A tünetek között szerepel az étvágytalanság, fáradtság, sárgaság (szem és bőr), narancssárgás vizelet, hányás, láz.
A betegség ellen létezik védőoltás. 6-12 hónap különbséggel adják be a két adagot.
Mivel gasztroenterális úton (az emésztőrendszeren keresztül) terjed, ezért a megelőzésben fontos:
- Mindig moss kezet étkezés előtt!
- Az ételeket védd a legyektől!
- Ne egyél mosatlan zöldséget, gyümölcsöt!

#### Hepatitisz B
Hepatitis B-vírussal történt fertőzés következménye Ha a test védekezőrendszere képtelen a fertőzés legyőzésére, a betegség gyors lefolyású súlyos esetekben akár májelégtelenséghez és halálhoz vezethet, vagy krónikussá válhat és folyamatosan súlyosbodó májbetegséggel, májzsugorodással vagy májrákkal végződhet. A hepatitisz B-vírus okozza, amely a hepadna DNS-vírusok csoportjába tartozik. Vérrel vagy testnedvekkel (nyál, ondó, hüvelyváladék) való közvetlen kapcsolat útján terjed.
Sok ember nem mutat semmilyen tünetet. Ha mégis, akkor fáradtságot, émelygést, hányást, étvágytalanságot, sárgaságot (sárguló bőr és szemek), és sötét vizeletet okoznak.
Fertőzőbb, mint az HIV és magas a kockázata szexuális úton való terjedésének.
- Vér és testnedvekkel terjed: legnagyobb kockázati tényezőt a nem egyszer használatos eszközökkel végzett orvosi beavatkozások jelentik.
- Szexuális együttléttel is terjed
- Más, nem a szexualitáshoz köthető rizikófaktorok: tetoválás, piercing, manikűr és pedikűr nem steril eszközökkel, drogozás közben közös tű vagy a drogfogyasztáshoz szükséges eszközök megosztása.

A tetoválógép percenként 3000 alkalommal döfi át a bőrt, és a szakemberek szerint egy órányi kezelés 180 000 parányi, vér útján terjedő betegségforrást jelent. Egyetlen csepp vér, egy sterilizálatlan tű is elég a hepatitis vagy az AIDS-fertőzéshez. Májvédelem és a tetoválás
A betegségre van oltóanyag, az adagot három részben, hathavonta adják be.
Tanácsok:
- Egyszer használatos orvosi eszközök használata
- Vérkészítmények szűrése B-vírusra (ez Magyarországon megoldott)
- Biztonságos szex
- Ne oszd meg mással a testápoláshoz szükséges eszközöket, amelyeken vér is megtapadhat: fogkefe, körömreszelő vagy olló stb.!

#### Hepatitisz C
A hepatitisz C krónikus májfertőzéshez, májzsugorodáshoz vezethet. A hepatitis C vírusa egy RNS-vírus számos altípussal. Vérrel vagy fertőzött emberrel való közvetlen kapcsolattal terjed. Sokszor nincsenek tünetek. Ha mégis, fáradtság, émelygés, sárgaság (szem és bőr), hasi és testi fájdalom és étvágytalanság jelentkezik. Szexuális úton való terjedése nagyon alacsony valószínűségű.
- Kockázatot jelent minden olyan tevékenység, amelyben vérrel érintkezhetsz: durva szex, amely vérzéssel jár, menstruáció alatti aktus!
- Más, nem a szexualitáshoz köthető rizikófaktorok: tetoválás, piercing, manikűr és pedikűr nem steril eszközökkel, drogozás közben közös tű vagy a drogfogyasztáshoz szükséges eszközök megosztása!

Nincs oltóanyag ellene, így törekedni kell a biztonságos és óvatos szexre, és minden olyan körülményt, ahol vérrel lehet kapcsolatba kerülni.
- Törekedj a biztonságos szexre!
- A szexuális játékszereket használat előtt és után is tisztítsd meg rendesen!
- Ne oszd meg mással a testápoláshoz szükséges eszközöket, amelyeken vér is megtapadhat: fogkefe, körömreszelő vagy olló stb.!
- Ha úgy érzed, te vagy partnered májgyulladásban szenved, azonnal menj orvoshoz!

### Zsírmáj
A zsíros májbetegség elsősorban a túlsúly következménye lehet, de cukorbetegség, túlzott alkoholfogyasztás is kiválthatja. Ilyenkor a májsejtek legalább 50%-ban diffúz zsírcseppek rakódnak le. Az egyszerű zsírmáj egy teljesen jóindulatú tünet lehet, és általában nem vezet májkárosodáshoz. De azzal, hogy sebezhetővé válik a máj, nagyobb a kockázat egyéb vírusos megbetegedésekre.
Túlsúlyosság mellett a zsíros májbetegség táplálkozási okai:
- éhezés vagy fehérjeszegény táplálkozás
- infúziós táplálás
- bypass műtét
- gyors súlyvesztés

Bizonyos feltételek hozzájárulhatnak a zsíros májbetegséghez:
- cukorbetegség
- hiperlipidémia – lipidek számának megemelkedése a vérben
- inzulinrezisztencia és magas vérnyomás

A derékon cipelt túlsúly inzulinproblémákat okozhat, ami gyakran vezet májrák kialakulásához. Mérjük meg a derékátmérőnket és tartsuk az egészséges határérték alatt: ez a férfiaknál 102 cm, a nőknél 88 cm. Kerüljük azokat a termékeket, melyek extra gyors fogyással kecsegtetnek. A diéta is csak akkor egészséges, ha mértékletes és a fogyás nem haladja meg a heti 0,5–1 kg-ot. A májvédelem szabályai
A folyamat visszafordítható, ha a kiváltó tényező megszűnik.

### Egyéb
Ez lehet genetikai ok, de ide tartoznak a drogok, gyógyszerek és az alkohol is. Általában nincsenek tünetei, de néhány ember kellemetlen fájdalmat érez a hasban a máj szintjén. A betegség jelenlétét ultrahanggal vizsgálják, de az orvos javaslatára májszövettani vizsgálatot is elrendelhetnek.

#### Alkohol
Olyan tényezők, mint kor, nem, súly, nemzetiség, egészségi állapot befolyással vannak arra, hogy a test hogyan bontja le az alkoholt. Amikor a májnak túl sok alkoholt kell kezelnie, félbeszakadhatnak a normális élet funkciói, amely vegyi egyensúlyhiányt eredményezhet. Ha folyamatosan nagy mennyiségű alkoholnak van kitéve a máj, megsemmisítheti a májsejteket vagy roncsolhatja azokat, így sebezhetővé válik. Könnyen kialakulhat a zsíros máj, májzsugorodás, májgyulladás vagy rák is.
A májvédelem miatt fontos tudnunk, hogy az alkohol mennyisége és nem a típusa számít. 
Egy „egységnyi ital” 3,5 dl sörrel, 1,5 dl borral és 0,5 dl sherryvel egyenértékű. Azaz egy „egységnyi italnak” önmagában, vagy akár hígítva is ugyanaz a hatása. Korlátozzuk az alkoholfogyasztást 1-2 egységre, de ne napi szinten, és soha ne feledjük, a májvédelem szempontjából az a legegészségesebb döntés, ha egyáltalán nem fogyasztunk alkoholt. Májvédelem és az alkohol

#### Genetika
Több fajta májbetegséget okozhatnak a gének, vagy feltételezik, hogy a sérült gének felelősek érte. Több fajta májbetegséget csecsemőkorban diagnosztizálhatnak, de akár a későbbi korban is megmutatkozhatnak. Például: hemokromatózis, Wilson-kór, tyrosinemia, Alfa1-antitripszin hiány, glikogénraktározási betegségek.

##### Hemokromatózis
- primer: öröklődő vagy idiopátiás hemokromatózis – egy dominánsan öröklődő megbetegedés, melynek következtében túlzott mennyiségű vas halmozódik fel a szervezetben.
- szekunder: Ez a forma elégtelen vörösvértest-képződés esetén, valamint előrehaladott májbetegségek esetén (főleg alkohol okozta májcirrózis esetén), s nagyon ritkán a gyakori vérátömlesztés keretén belül jelenik meg.

##### Wilson-kór
Egy ritka veleszületett rendellenesség. Előfordulási gyakorisága 30/1 000 000. A Wilson-kórban szenvedőknél nagy mennyiségű réz rakódik le elsősorban a máj, az agy és a vese szöveteiben, súlyosan károsítva ezzel azok működését. A betegséget a cöruloplazmin hiánya okozza.

##### Tyrosinemia – Tirozin-hiány
A tirozin egy nem esszenciális aminosav, mely az esszenciális fenilalaninből képződik. Sok fontos neurotranszmitter vagy agyi hírvivő első számú prekurzora. A tirozinnak erős agystimuláló hatásai vannak és elsősorban stressz és depresszió kezelésére szolgál. Hiánya alacsony LH (luteinizáló hormon) szintet, alacsony vérnyomást okoz, és nyugtalanláb-szindrómát is előidézhet.

##### Alfa1-antitripszin hiány
Az alfa1-antitripszin egy enzim, amit a máj termel, és jelen van a nyálban, a nyombélnedvben, a tüdőben lévő váladékban, a könnyben, az orrváladékban és az agy-gerincvelői folyadékban. Ez az enzim gátolja más fehérjebontó enzimek működését. Az alfa1-antitripszin hiánya lehetővé teszi, hogy más enzimek károsítsák a tüdőszövetet. Hiánya a vérben azt mutatja, hogy a máj nem képes kiválasztani az enzimet, amely emiatt bentreked a májsejtekben, és azok károsodását, hegesedését (fibrózis) és májzsugorodást (cirrózis) okoz.

##### Glikogénraktározási betegségek
Betegségcsoport, melynek során különböző enzimek örökletes hibája miatt a szőlőcukor–glikogén közötti oda-vissza irányú átalakulásában keletkezik zavar. Alapesetben a glükóznak az a része, ami nem használódik fel azonnal, glikogén formájában raktározódik a májban, izmokban és a vesében, és ha a szervezetnek szüksége van energiára, akkor a raktározott glikogén képes visszaalakulni glükózzá.

##### Reye-szindróma
A Reye-szindróma oka ismeretlen, bár jellemző módon bizonyos vírusokkal, többek között az influenza vagy bárányhimlő (varicella) vírusával történt fertőzés után fordul elő, különösen akkor, ha aszpirint szedett a gyermek. Igen ritka, de életveszélyes kórkép, mely gyulladást és duzzanatot okoz az agyban, és elfajulást a májban. Évente kevesebb mint egytucatnyi gyermek betegszik meg e rendellenességben, mely főként 4 és 12 éves kor közötti gyermekekben fordul elő, késő ősszel és télen.

#### Autoimmun zavarok
Néha a test immunrendszere elkezdheti megtámadni a májat vagy az epevezetéket. A gyulladás következtében a máj sebezhetővé válik, és így a gyulladás fokozott májbetegséghez vezethet. Ilyen, immunrendszer okozta májbetegségek a primer epezsugorodás (PBC), primer sclerotizáló epevezeték-gyulladás (PSC) és az autoimmun májgyulladás.

#### Gyógyszerek és mérgek
A máj felelős azért, hogy feldolgozza a vegyszerek és gyógyszerek többségét, amelyek belépnek a testbe, – ez védi meg a sebezhetőségét az akut vagy krónikus májbetegséggel szemben, amit a vegyszerek okozhatnak. Néhány esetben ez a túlexponálás megjósolható következménye bizonyos vegyszerek túlfogyasztásának, mint például az acetaminofen vagy az ipari méreganyagok, mint a polivinilklorid vagy a szén-tetraklorid. Más esetekben kiszámíthatatlan reakciót válthatnak ki bizonyos vegyszerek.
A vegyipar évente mintegy 400 millió tonnányi vegyianyagot gyárt. A WWF felmérése szerint 107 vizsgált vegyianyagból 73 biztosan kimutatható a vérben.

#### Rák
Bár az elsődleges májrák viszonylag ritka, viszont nagyon sok más szervi rák hajlamos májáttéteket (metastasis) képezni. (Különösen azon szerveké, amelyek vénás vérét a májkapuvéna szedi össze.) A máj szűri a vér igen nagy részét, így a rákos sejtek a vérrel együtt a májba kerülhetnek, így másodlagos rákot okozhatnak. Ha a rák a májból ered, azt gyakran okozza hepatitis B vagy C, vagy kifejlődhet akkor, ha a májzsugorodás már jelen van.

## Laboratóriumi májenzim normálértékek
| GGT      | <50 U/l   |
| AST/sGOT | 0-35 U/l  |
| ALT/sGPT | 0-35 U/l  |
| AP/ALP   | < 250 U/l |